# Oskarshamn-Jönköping-Gürtel
Der Oskarshamn-Jönköping-Gürtel (kurz: OJB, von englisch Oskarshamn-Jönköping belt) ist ein Kraton (Kleinkontinent) und eine tektonische Einheit des Baltischen Schildes. Diese relativ kleine Einheit befindet sich innerhalb des Transskandinavischen Magmatitgürtels und unterscheidet sich durch seine Lithologie.

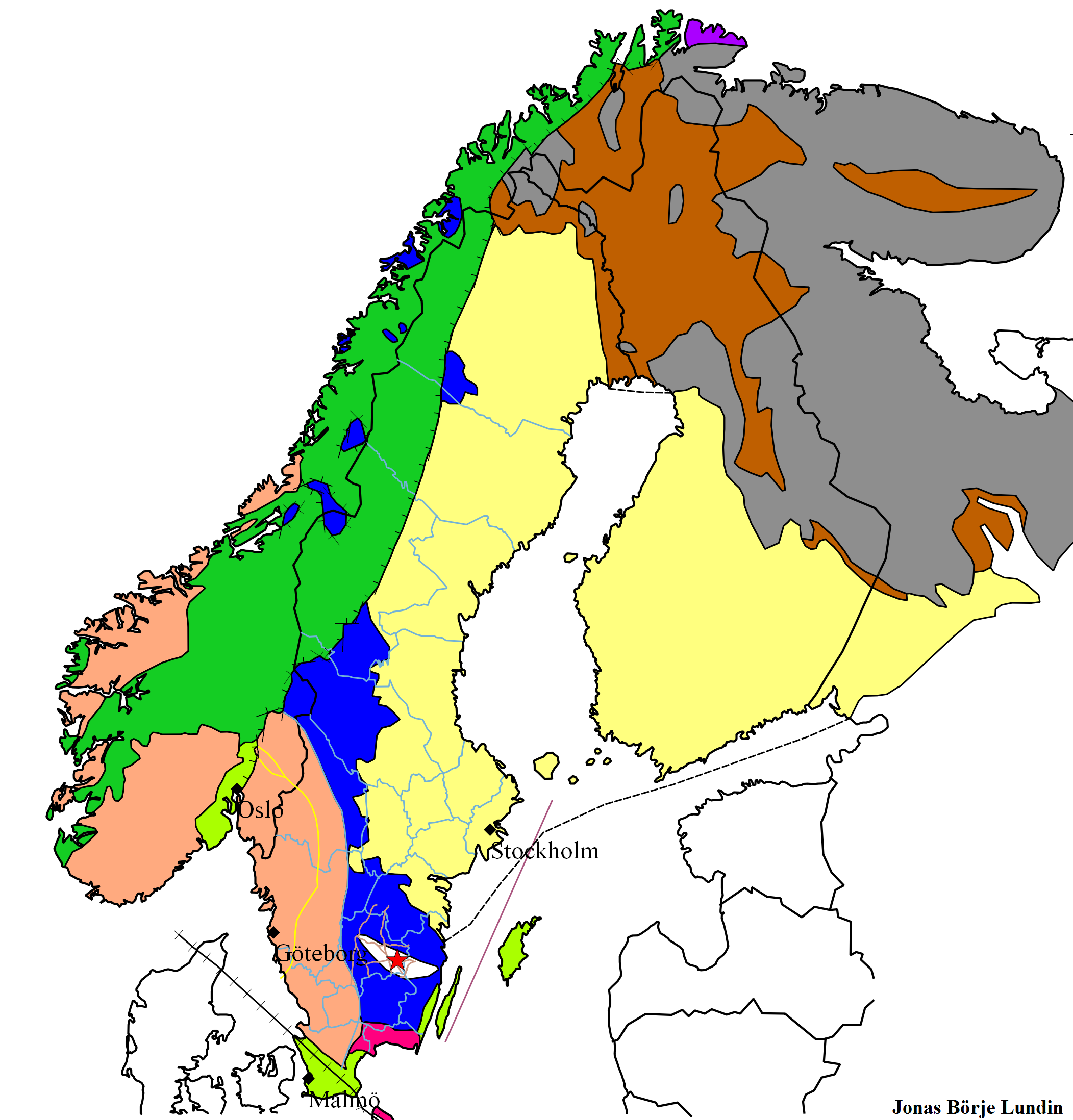
Karte des Baltischen Schildes. Der OJB befindet sich innerhalb des Transskandinavischen Magmatitgürtels. Er erstreckt sich grob vom See Vättern bis nach Oskarshamn. Zur Orientierung kann als südöstliches Ende die Nordspitze von Öland genommen werden.

## Regionalgeologischer Überblick
Der Baltische Schild lässt sich in vier unterschiedlich alte Gruppen einteilen. Am Nordmeer und in Ostkarelien liegen die archaischen Saamiden mit einem Alter von ungefähr 3–2,5 Ga. Zwischen den Saamiden befinden sich am weißen Meer die Belmoriden, welche aus hochmetamorphen Gneisen bestehen, die vor 2 Ga überprägt wurden. Der größte Teil des Baltischen Schildes gehört zu den Svekofenniden, welche vor 1,8 Ga durch Orogenese konsolidiert wurden. Diese Einheit erstreckt sich vom Ladogasee bis nach Schweden auf die geographische Höhe Gotlands. Der jüngste Teil des Schildes sind die Svekonorwegiden. Die letzte Orogenese fand vor ca. 1 Ga statt.

## Genese, Lithologie und Tektonik
Die Einheit des OJB wurde durch Akkretion und Intrusion in den TIB integriert. Der Kontakt zwischen OJB und TIB lässt sich im Gelände nicht feststellen, da er entweder von den Graniten und Vulkaniten des TIBs überdeckt ist oder durch Scherzonen abgetrennt wurde. Letztere verlaufen hauptsächlich NW-SE. Der OJB hebt sich von den umgebenden Graniten, Rhyolithen und Andesiten durch die Zusammensetzung von Metasedimentiten und Metavulkaniten ab.
Der Ursprung des OJB liegt vermutlich in einem Inselbogen, welcher im Laufe der Zeit durch Akkretion wuchs (Andersson et al., 2004).
Dieser Gürtel wurde deformiert, bevor die Magmatite des TIBs vor 1,81–1,77 Ga intrudierten. Im Anschluss an den OJB-Magmatismus fand Magmatismus im TIB1 (1813–1766 Ma) statt, dessen Lithologien zusammen mit denen von TIB2 (1723–1691 Ma) und TIB3 (1681–1657 Ma) den OJB teilweise überdeckt.
Auch später kam es zur vereinzelten Bildung von neuen Magmatiten, die jüngsten sind 1450 Ma alt.
Die Magmen des TIBs stammen aus der Aufschmelzung von Gesteinen an destruktiven Plattenrändern. Diese Magmen führten zu vulkanischen und plutonischen Erscheinungen vom Andentyp.

## Lagerstätten
Aufgrund seiner Lithologie und der Intrusion von sauren Magmatiten befinden sich im OJB mehrere ehemals bedeutende Erzlagerstätten, wie die Kupferlagerstätte Kleva gruva. Historisch bedeutender ist die ehemalige Goldlagerstätte von Ädelfors, welche die erste Goldmine Schwedens war und aufgrund seiner Bedeutung direkt dem Schwedischen Staat unterstand. Der Abbau begann hier um 1739 und dauerte mit Unterbrechungen bis 1898 (Thorin und Lennart, 2008) . Trotz des hohen Goldgehaltes von bis zu 140 ppm im Kernbereich wurde der Abbau durch die veränderten technischen Möglichkeiten unrentabel.
Weiter existieren im Gebiet um Kleva gruva und Ädelfors über hundert kleine Minen oder Pingen.